# Roussillon-en-Morvan
Roussillon-en-Morvan ist eine französische Gemeinde mit 274 Einwohnern (Stand: 1. Januar 2022) im Département Saône-et-Loire in der Region Bourgogne-Franche-Comté (vor 2016 Bourgogne). Die Gemeinde gehört zum Arrondissement Autun und zum Kanton Autun-1 (bis 2015 Lucenay-l’Évêque). 

## Geographie
Roussillon-en-Morvan liegt etwa 13 Kilometer nordwestlich von Autun am Flüsschen Canche, das zur Celle entwässert. Umgeben wird Roussillon-en-Morvan von den Nachbargemeinden Anost im Norden, La Petite-Verrière im Osten und Nordosten, La Celle-en-Morvan im Südosten, La Grande-Verrière im Süden, Saint-Prix im Südwesten sowie Arleuf im Westen und Nordwesten.

## Bevölkerungsentwicklung
| 1962                       | 1968 | 1975 | 1982 | 1990 | 1999 | 2006 | 2013 | 2019 |
| -------------------------- | ---- | ---- | ---- | ---- | ---- | ---- | ---- | ---- |
| 438                        | 369  | 317  | 338  | 337  | 310  | 287  | 267  | 275  |
| Quellen: Cassini und INSEE |      |      |      |      |      |      |      |      |

## Sehenswürdigkeiten
- Kirche Saint-Jean-Baptiste
- Schloss Roussillon-en-Morvan aus dem 15. Jahrhundert

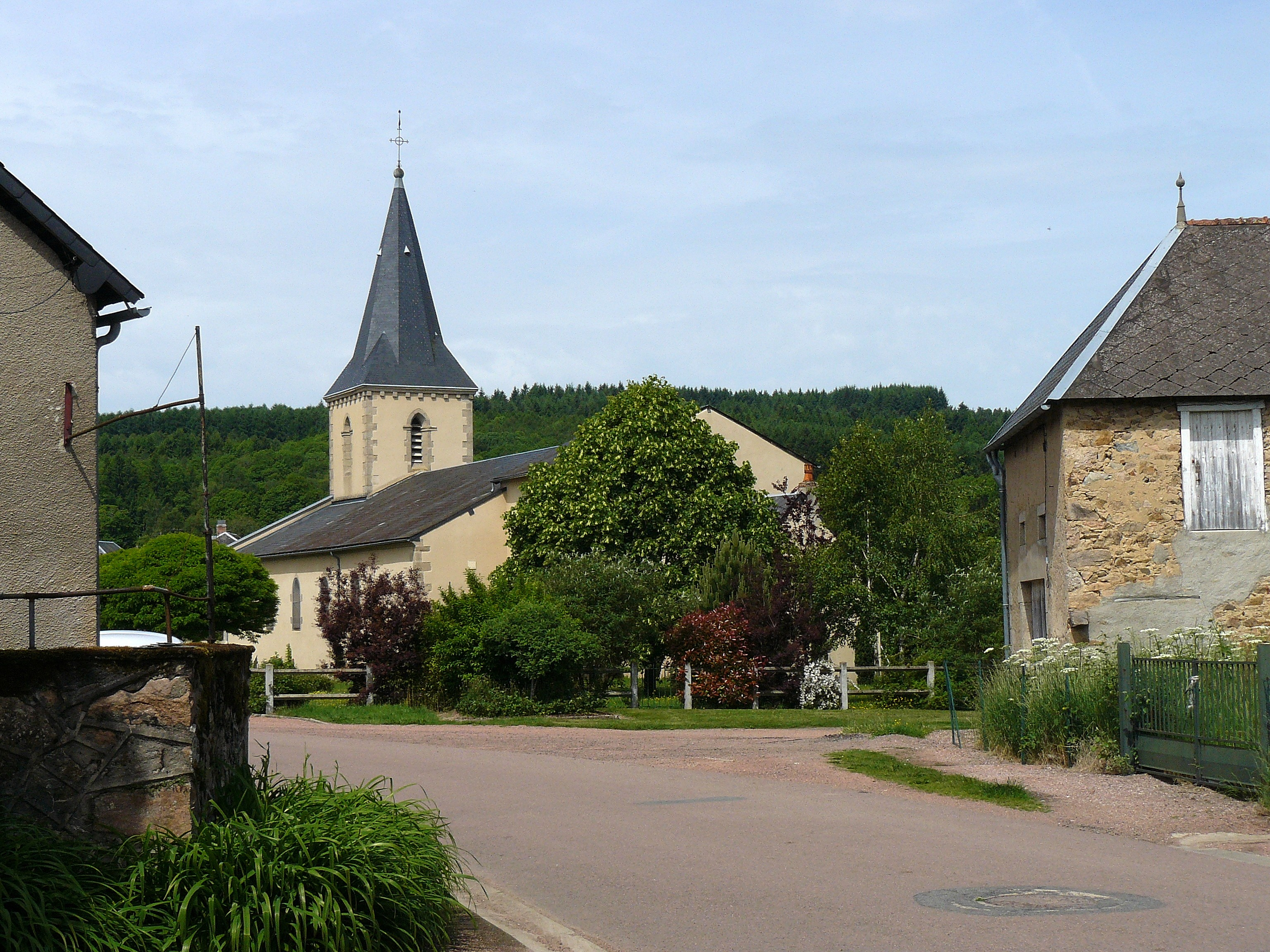
Kirche Saint-Jean-Baptiste